# Bahnstrecke Pirna–Großcotta
| Ausschnitt der Streckenkarte Sachsen von 1902 |                                                                         |                           |                           |
| Streckennummer: | 6604, sä. PGc                                                           |                           |                           |
| Kursbuchstrecke: | 132k (Pirna – Großcotta 1934) 165h (Pirna – Großcotta 1946) 165b (1960) |                           |                           |
| Streckenlänge: | 7,217 km                                                                |                           |                           |
| Spurweite: | 1435 mm (Normalspur)                                                    |                           |                           |
| Streckenklasse: | C3 (1999)                                                               |                           |                           |
| Maximale Neigung: | 29 ‰                                                                    |                           |                           |
| Minimaler Radius: | 190 m                                                                   |                           |                           |
| |                                                                         |                           |                           |
| \| \| \| von Pirna (km 0) \| \| \| \| 1,704 \| Abzw Pirna Süd \| Abzw Pirna Süd \| \| \| \| nach Gottleuba \| \| \| \| 1,867 \| Pirna Süd \| 122 m \| \| \| 2,784 \| Seidewitzbrücke (12,9 m) \| Seidewitzbrücke (12,9 m) \| \| \| 3,481 \| Seidewitzbrücke (12 m) \| Seidewitzbrücke (12 m) \| \| \| 3,760 \| Brücke Eulengrundbach \| Brücke Eulengrundbach \| \| \| 3,810 \| Pirna-Zehista (neu) \| 143 m \| \| \| 3,957 \| Pirna-Zehista (alt) \| Pirna-Zehista (alt) \| \| \| 4,041 \| Seidewitzbrücke (16 m) \| Seidewitzbrücke (16 m) \| \| \| 4,124 \| Brücke Mühlgraben \| Brücke Mühlgraben \| \| \| 4,450 \| Brücke Bahrebach (14,6 m) \| Brücke Bahrebach (14,6 m) \| \| \| 6,130 \| Brücke Ottendorfer Wasser \| Brücke Ottendorfer Wasser \| \| \| 6,340 \| Dohma \| 185 m \| \| \| 6,506 \| Brücke Dohma (50,5 m) \| Brücke Dohma (50,5 m) \| \| \| 8,230 \| Großcotta \| 226 m \| \| \| 8,565 \| Tunnel Cotta (256 m) \| Tunnel Cotta (256 m) \| \| \| 8,800 \| (Anschlussgleise) \| (Anschlussgleise) \| \| \| 8,921 \| Lohmgrund \| 213 m \| |                                                                         |                           |                           |
| Strecke (außer Betrieb) |                                                                         | von Pirna (km 0)          | von Pirna (km 0)          |
| Blockstelle (Strecke außer Betrieb) | 1,704                                                                   | Abzw Pirna Süd            | Abzw Pirna Süd            |
| Abzweig geradeaus und nach links (Strecke außer Betrieb) |                                                                         | nach Gottleuba            | nach Gottleuba            |
| Haltepunkt / Haltestelle (Strecke außer Betrieb) | 1,867                                                                   | Pirna Süd                 | 122 m                     |
| Brücke (Strecke außer Betrieb) | 2,784                                                                   | Seidewitzbrücke (12,9 m)  | Seidewitzbrücke (12,9 m)  |
| Brücke (Strecke außer Betrieb) | 3,481                                                                   | Seidewitzbrücke (12 m)    | Seidewitzbrücke (12 m)    |
| Brücke (Strecke außer Betrieb) | 3,760                                                                   | Brücke Eulengrundbach     | Brücke Eulengrundbach     |
| Bahnhof (Strecke außer Betrieb) | 3,810                                                                   | Pirna-Zehista (neu)       | 143 m                     |
| Bahnhof (Strecke außer Betrieb) | 3,957                                                                   | Pirna-Zehista (alt)       | Pirna-Zehista (alt)       |
| Brücke (Strecke außer Betrieb) | 4,041                                                                   | Seidewitzbrücke (16 m)    | Seidewitzbrücke (16 m)    |
| Brücke (Strecke außer Betrieb) | 4,124                                                                   | Brücke Mühlgraben         | Brücke Mühlgraben         |
| Brücke (Strecke außer Betrieb) | 4,450                                                                   | Brücke Bahrebach (14,6 m) | Brücke Bahrebach (14,6 m) |
| Brücke (Strecke außer Betrieb) | 6,130                                                                   | Brücke Ottendorfer Wasser | Brücke Ottendorfer Wasser |
| Bahnhof (Strecke außer Betrieb) | 6,340                                                                   | Dohma                     | 185 m                     |
| Brücke (Strecke außer Betrieb) | 6,506                                                                   | Brücke Dohma (50,5 m)     | Brücke Dohma (50,5 m)     |
| Bahnhof (Strecke außer Betrieb) | 8,230                                                                   | Großcotta                 | 226 m                     |
| Tunnel (Strecke außer Betrieb) | 8,565                                                                   | Tunnel Cotta (256 m)      | Tunnel Cotta (256 m)      |
| Abzweig geradeaus und von links (Strecke außer Betrieb) | 8,800                                                                   | (Anschlussgleise)         | (Anschlussgleise)         |
| Betriebs-/Güterbahnhof Streckenende (Strecke außer Betrieb) | 8,921                                                                   | Lohmgrund                 | 213 m                     |

Die Bahnstrecke Pirna–Großcotta war eine Nebenbahn in Sachsen. Sie verlief von Pirna nach Großcotta und hatte ihren Endpunkt im Lohmgrund, einem Zentrum der sächsischen Sandsteingewinnung.

## Geschichte
Als 1880 die Gottleubatalbahn von Pirna nach Berggießhübel erbaut wurde, sollte ursprünglich auf Kosten der Steinbruchbesitzer im Lohmgrund eine schmalspurige Anschlussbahn zu den dortigen Steinbrüchen errichtet werden. Allerdings konnte man sich darüber nicht einig werden, so dass auch weiterhin der umständliche Straßentransport der gebrochenen Steine nötig war. Wenige Jahre später wurde das Projekt einer normalspurigen Anschlussbahn vorgestellt, welche in Pirna beginnend direkt in den oberen Lohmgrund führen sollte. Zwischenzeitlich nahm die Steinindustrie im Lohmgrund einen enormen Aufschwung, so dass nunmehr eine solche Bahn von der sächsischen Regierung als wirtschaftlich sinnvoll erachtet wurde.
Im April 1893 begannen die Bauarbeiten an der Trasse. Um den oberen Lohmgrund zu erreichen, musste kurz vor dem Endpunkt ein 256 m langer Tunnel ausgebrochen werden, ansonsten kam die neue Strecke ohne größere Kunstbauten aus. Am 21. März 1894 wurde die Strecke im Personen- und Güterverkehr eröffnet.
Der unbedeutende Reisezugverkehr wurde am 20. März 1935 eingestellt.
Am Ende des Zweiten Weltkrieges diente der Tunnel im Lohmgrund als bombensicheres Versteck für die ausgelagerten Museumsbestände der Dresdner Kunstsammlungen. In klimatisierten Güterwagen sollten hier unter anderem die bedeutendsten Gemälde der Gemäldegalerie Alte Meister wie die Sixtinische Madonna den Krieg unversehrt überdauern. Erst als Ende April 1945 die Elektroenergieversorgung nach einem Bombenangriff der Alliierten auf Pirna zusammenbrach, kam es zu irreparablen Schäden an den eingelagerten Kunstwerken. Kurz nach Kriegsende wurden sämtliche dort eingelagerten Museumsbestände als Kriegsbeute in die Sowjetunion verbracht.
Am 22. Juni 1946 wurde auch der Reisezugverkehr wieder aufgenommen, da einsatzfähige Busse fehlten. Der Wiederaufbau der kriegszerstörten Städte forderte nach 1945 enorme Mengen an Baumaterial, was im Güterverkehr wieder steigende Transportmengen sicherte. Erst als Ende der 50er Jahre der industriemäßige Wohnungsbau in der DDR begann, sank das Transportaufkommen auf ein Minimum. 1957 wurde der Personenverkehr eingestellt, im März 1963 endete auch der Güterverkehr im Abschnitt Pirna-Zehista–Lohmgrund. In Pirna-Zehista wurden die dortigen Industrieanschlüsse noch bis zum 1. November 1998 bedient.
Am 28. Februar 1999 wurde die Strecke Pirna Süd–Pirna-Zehista stillgelegt. 2002 wurden die Gleise abgebaut.

## Galerie

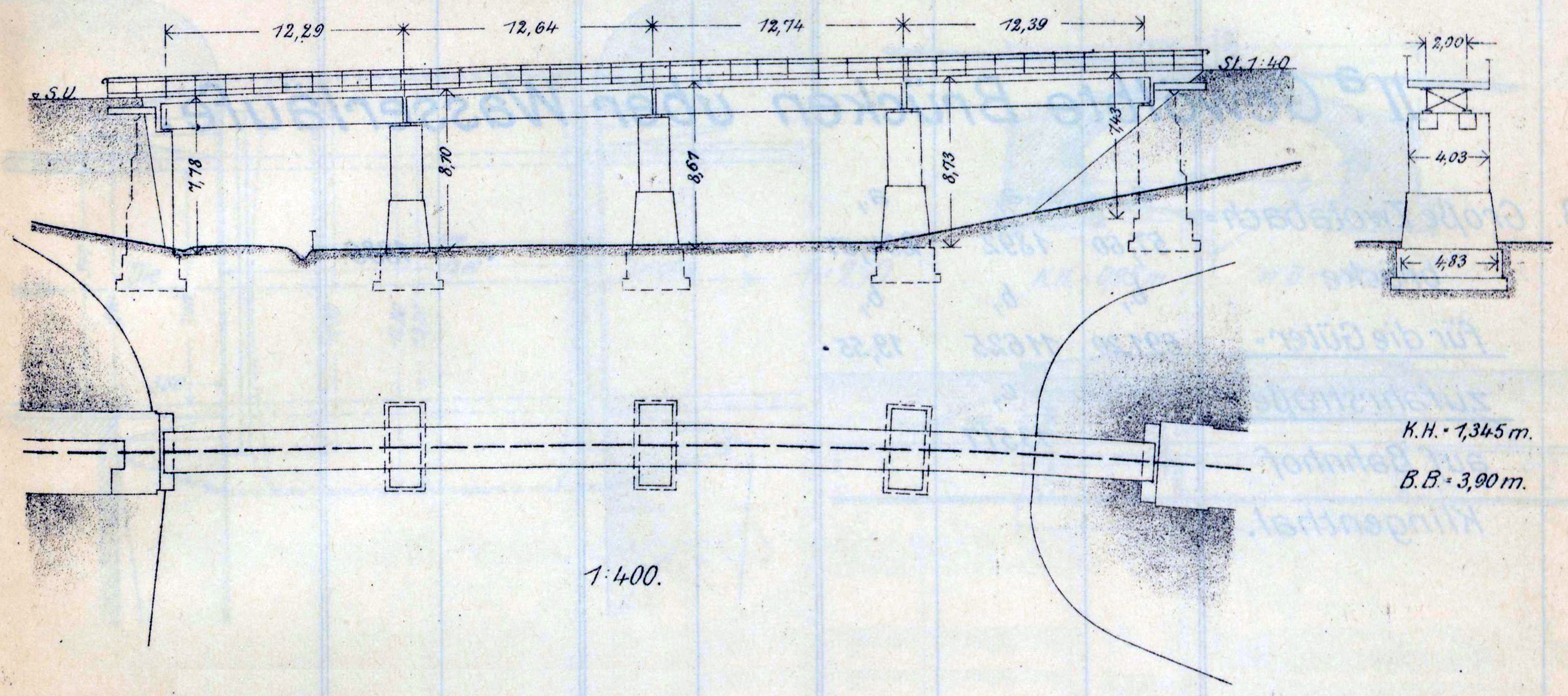
Brücke an der Trasse 1911
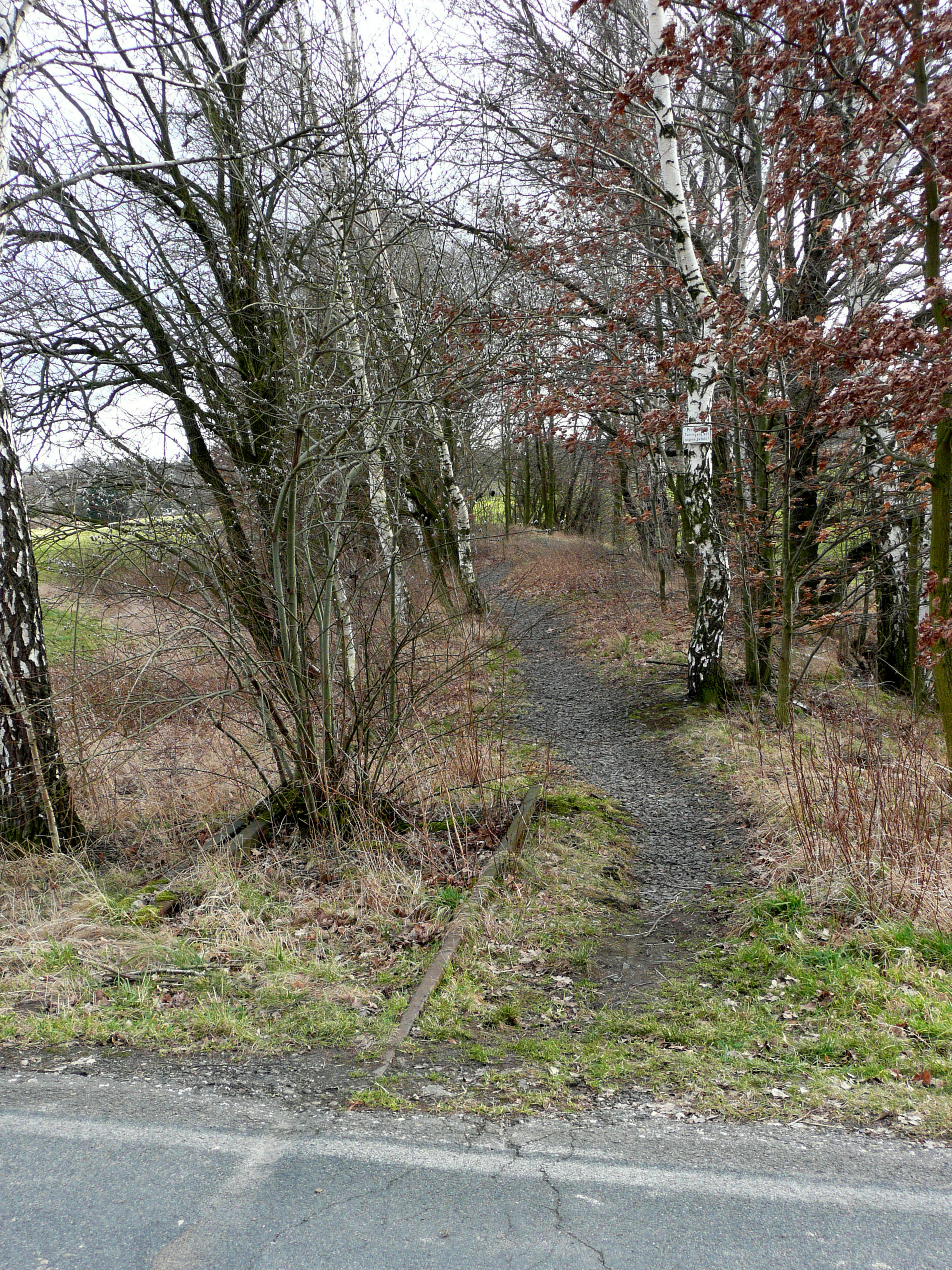
Trasse mit Gleisrest nahe Dohma
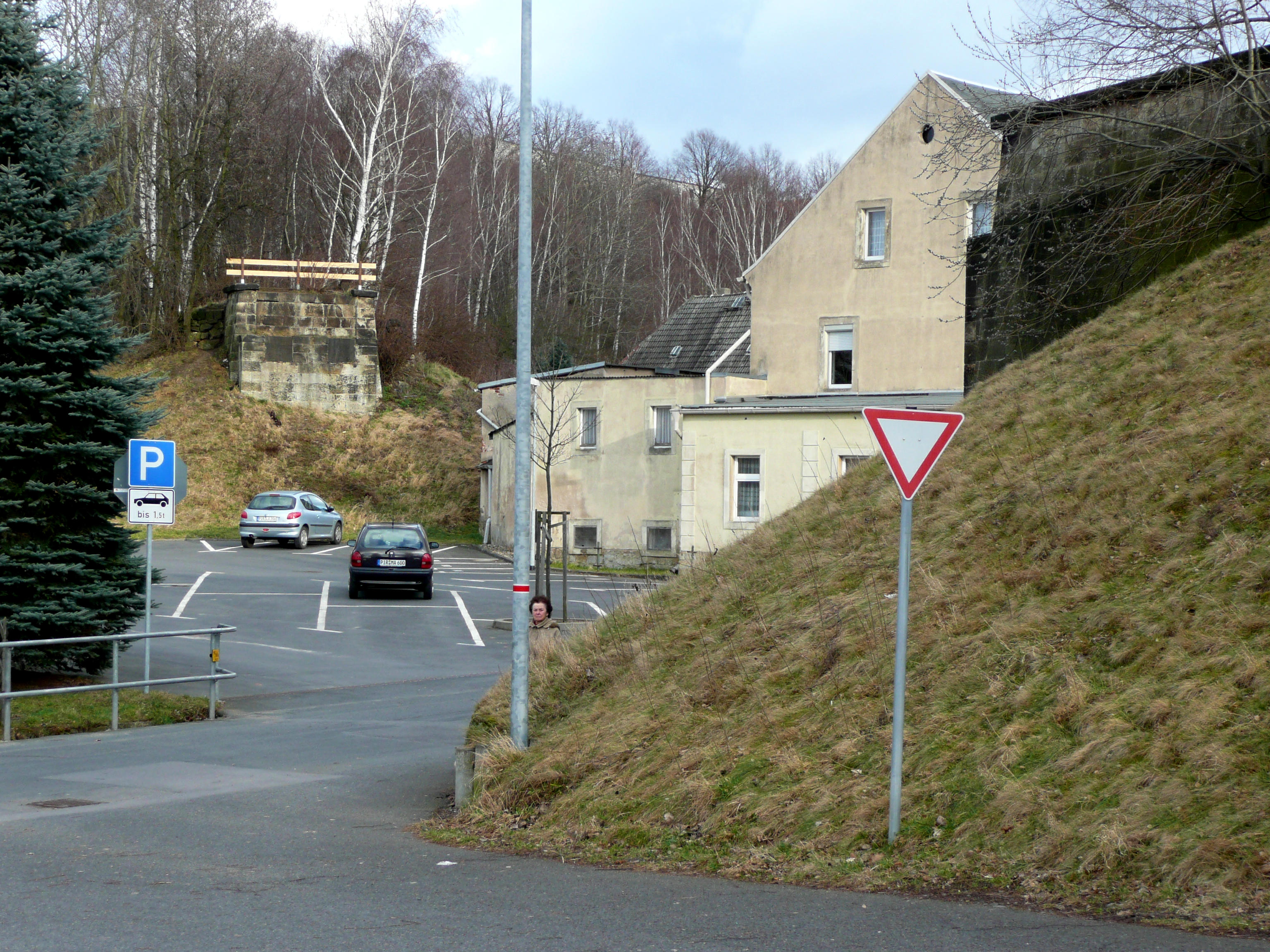
Rückgebaute Brücke in Dohma
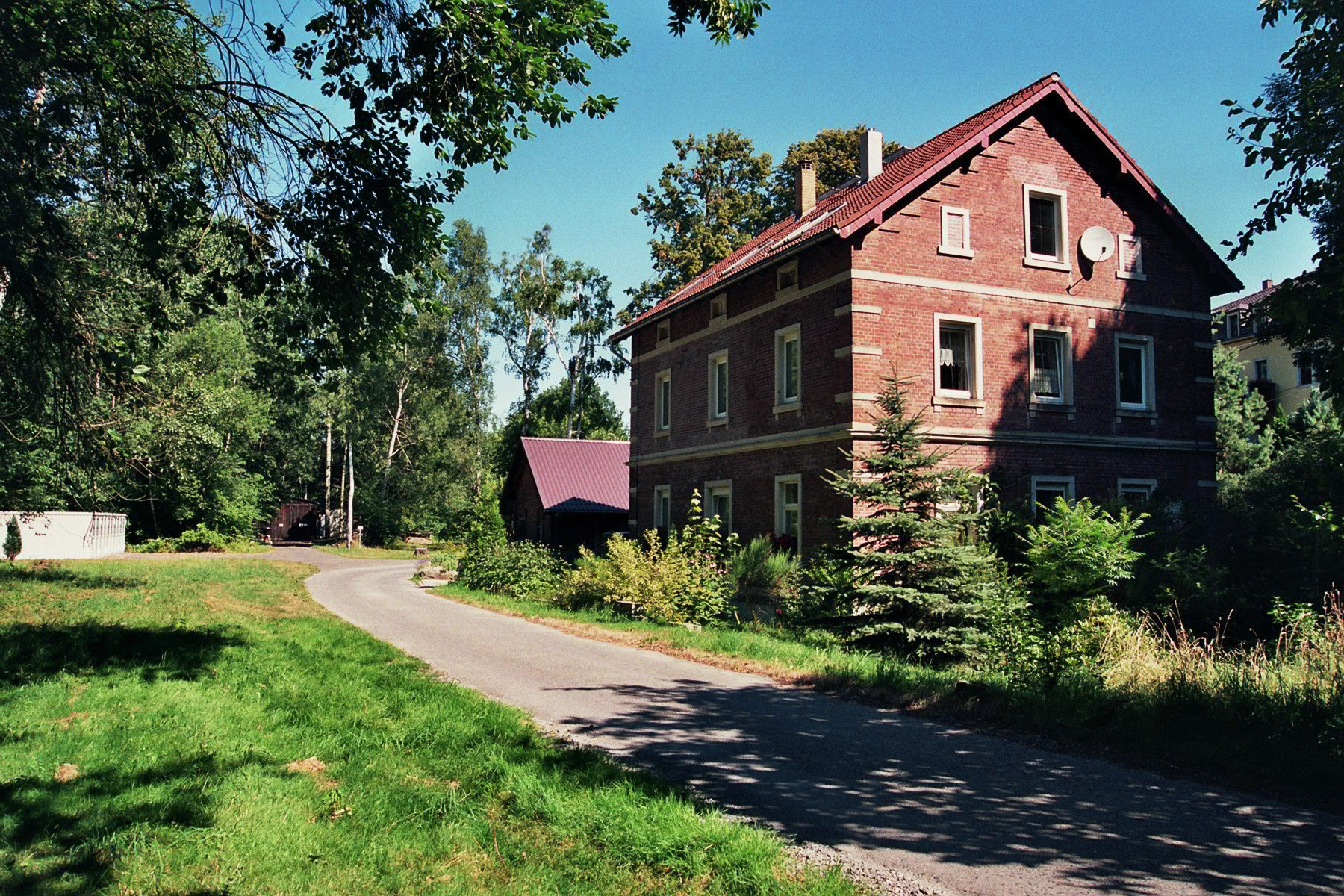
ehemaliger Bahnhof Großcotta
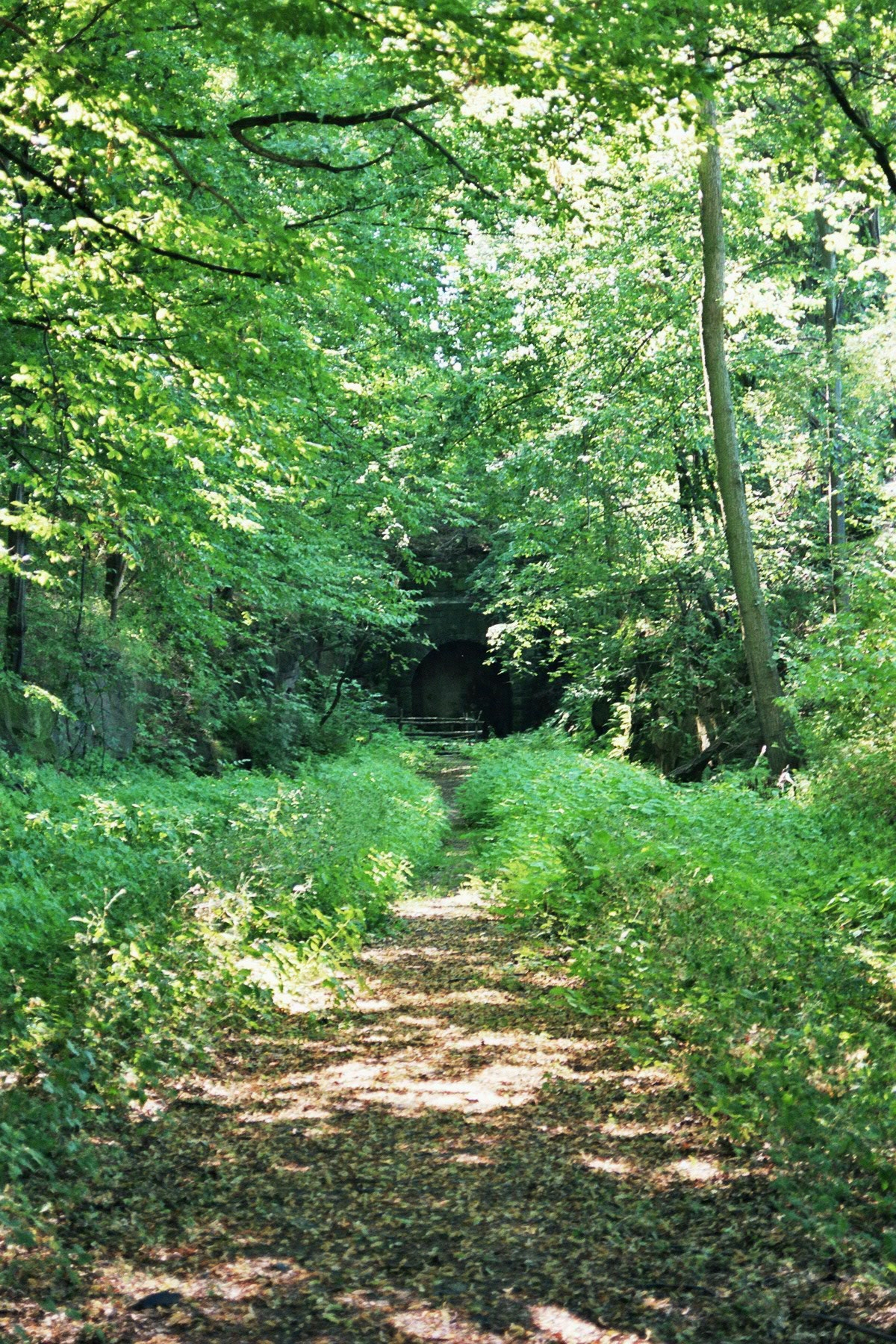
Trasse am Nordportal des Cottaer Tunnels (256 m)
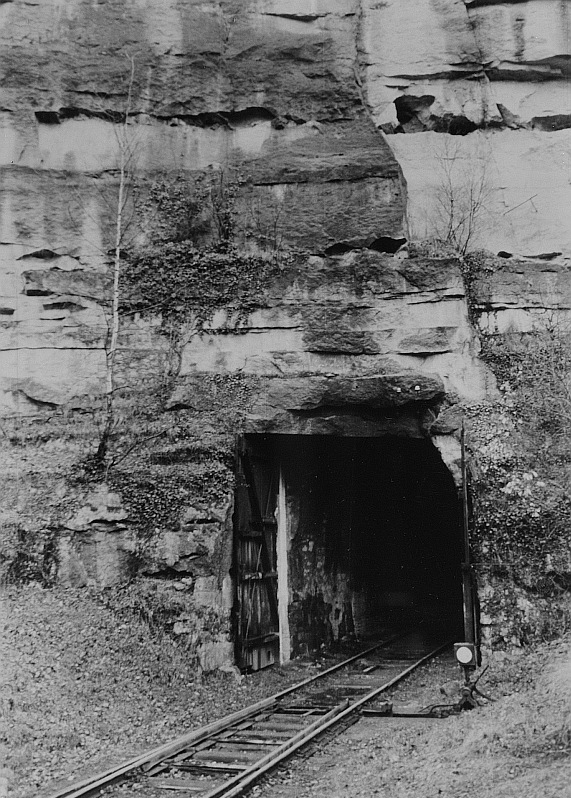
Südlicher Tunnelmund im Lohmgrund
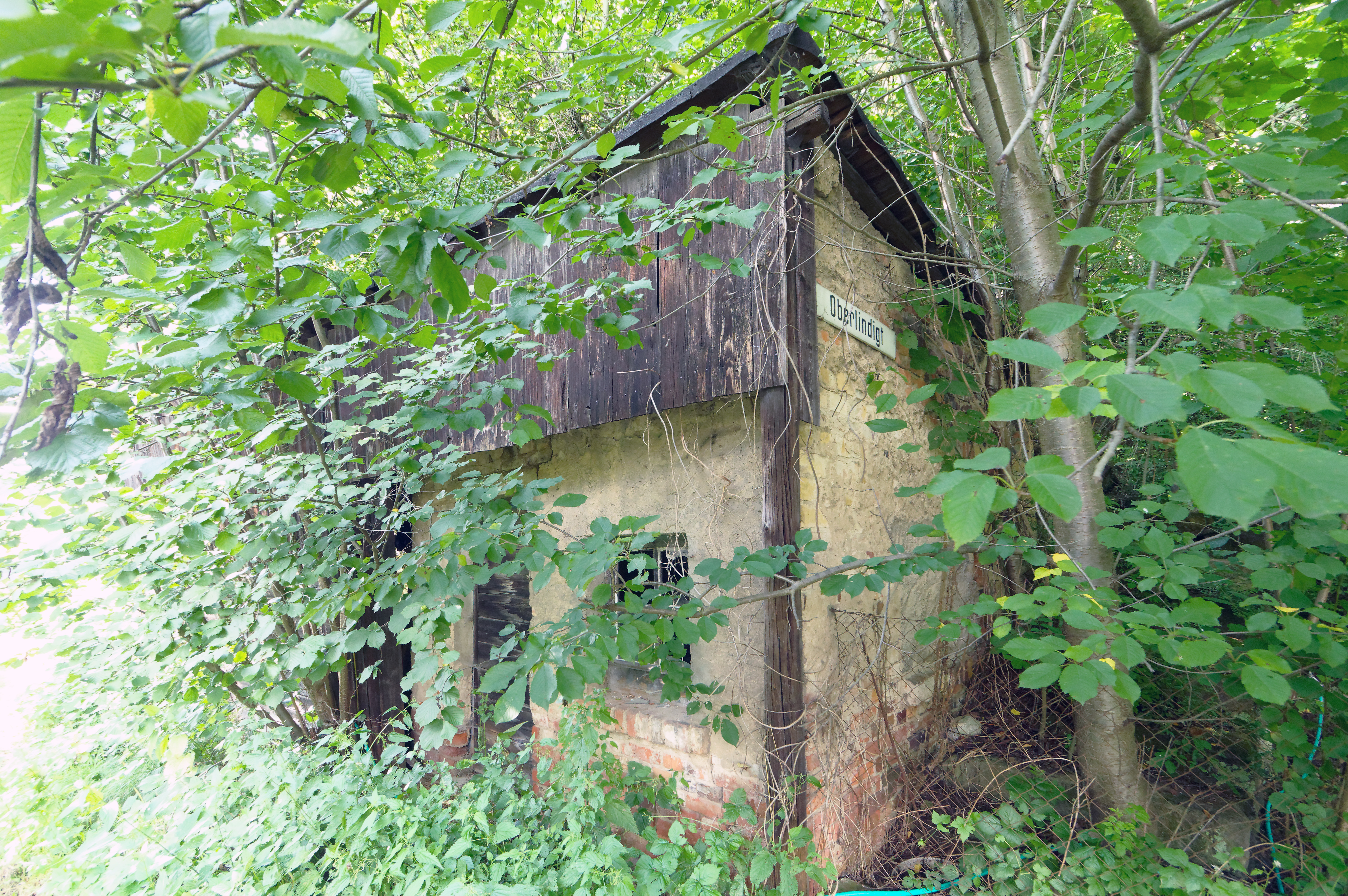
Altes Bahngebäude Oberlindingt (vermutlich Nebenbahn Pirna-Großcotta), Pirna-Zehista, bei Straße An der Schule, Pirna-Zehista, 2021